# Jean Papineau-Couture
Pour les articles homonymes, voir Couture (homonymie).
Jean Papineau-Couture (né le 12 novembre 1916 à Montréal, et mort le 11 août 2000 à Montréal) est un musicien classique, compositeur et pédagogue québécois.

## Biographie
Sa mère lui donne ses premières leçons de piano et, de 1926 à 1939, Françoise D'Amour lui enseigne l'harmonie, l'histoire de la musique et le solfège. Il étudie également le contrepoint avec Gabriel Cusson. De 1939 à 1940, il est un des élèves de piano de Léo-Pol Morin. En 1940, il entre au Conservatoire de musique de la Nouvelle-Angleterre de Boston où il a notamment pour professeur Quincy Porter en composition. De 1941 à 1943, il étudie auprès de Nadia Boulanger à la Longy School of Music of Bard College (en) de Cambridge, au Massachusetts. Il rencontre le compositeur Igor Stravinsky à plusieurs occasions.
En 1945, Papineau-Couture est de retour à Montréal. Il enseigne de 1946 à 1963 au Conservatoire de musique de Montréal et, de 1951 à 1982, à l'Université de Montréal, où il a été, de 1968 et 1973, Doyen de la Faculté de musique. Parmi ses élèves, on retrouve Marcelle Deschênes, Richard Grégoire, Jacques Hétu, François Morel, André Prévost et Gilles Tremblay.
Il commence à composer dans les années 1940. Ses œuvres, d'abord d'un néo-classicisme polytone, influencé par Stravinsky, évoluent vers un chromatisme atonal. Le soin apporté aux timbres, aux diverses forces métriques et rythmiques et à l'utilisation de courtes mélodies, souvent dotées d'un humour à la Francis Poulenc, sont des caractéristiques de son style. Parmi ses compositions représentatives, citons Étude en si bémol mineur pour piano (1945), le Psaume CL (1954), les Pièces concertantes no 1 à 5 (1956-1963) et le Quatuor à cordes no 2 (1967).
Papineau-Couture est un membre fondateur du Centre de musique canadienne et de la Société de musique contemporaine du Québec (SMCQ). Il est également président des Jeunesses musicales du Canada (JMC) (1956-1964), de la Ligue canadienne des compositeurs (1957-1959 et 1963-1966), de l'Académie de musique du Québec (AMQ) (1962-1963), du Conseil canadien de la musique (1967-1968) et de la section des sciences humaines du Conseil national de recherches Canada (1977-1978).
Il est honoré à plusieurs reprises au cours de sa carrière : en 1962, il reçoit le Prix Calixa-Lavallée ; en 1973, la Médaille du Conseil canadien de la musique et, en 1994, le Prix du Gouverneur général pour les arts du spectacle. Il est nommé Officier de l'Ordre du Canada en 1968 et Grand Officier de l'Ordre national du Québec en 1989.
Le fonds d'archives de Jean-Papineau-Couture est conservé au centre d'archives de Montréal de Bibliothèque et Archives nationales du Québec.

## Œuvres
- Églogues (texte de Pierre Baillargeon) pour alto, flûte et piano (1942)
- Concerto grosso pour orchestre de chambre (1943)
- Mouvement perpétuel pour piano (1943)
- Suite pour piano (1943)
- Sonata en sol majeur pour violon et piano (1944)
- Deux valses pour piano (1944)
- Pater noster ; Ave Maria ; Offertoire Père, daignez recevoir  (1944-1958)
- Étude en si bémol mineur pour piano (1945)
- Rondo pour piano à quatre mains (1945)
- Suite pour flûte et piano (1945)
- Complainte populaire pour soprano, baryton et piano (1946)
- Quatrains (texte de Francis Jammes) pour soprano et piano (1947)
- Aria pour violon (1946)
- Suite pour flûte, clarinette, basson, cor et piano (1947)
- Symphonie no 1 (1948)
- Papotages/Tittle-Tattle, ballet (1949)
- Les Voleurs volés, musique pour théâtre de marionnettes (1949)
- Sous la grande tente, musique pour théâtre de marionnettes (1950)
- Poème pour orchestre (1952)
- Concerto pour violon et orchestre de chambre (1952)
- Ostinato pour cordes, harpe et piano (1952)
- Prélude pour orchestre (1953)
- Quatuor à cordes no 1 (1953)
- Rondo pour quatre flûtes à bec (1953)
- Psaume CL pour soprano, ténor, chœur mixte, orgue et instrument à vent (1954)
- Suite pour violon (1956)
- Mort (texte de François Villon) pour alto et piano (1956)
- Pièce concertante no 1 Repliement pour piano et orchestre à cordes (dédiée à la pianiste Josephte Dufresne, première interprète en 1957[3])
- Pièce concertante no 2 Éventails pour violoncelle et orchestre de chambre (1959)
- Pièce concertante no 3 Variations pour flûte, clarinette, violon, violoncelle, harpe et orchestre à cordes (1959)
- Pièce concertante no 4 Additions pour hautbois et orchestre à cordes (1959)
- Aria pour piano (1960)
- À Jésus, mon roi, mon grand ami, mon frère pour deux solistes et chœur d'enfants (1960)
- Trois Pièces (1961)
- Éclosion, Pantomime pour piano, violon et bande magnétique (1961)
- Le Rossignol, musique pour théâtre de marionnettes (1962)
- Trois caprices pour violon et piano (1962)
- Fantaisie pour quintette à vent (1963)
- Pièce concertante no 5 Miroirs pour orchestre (1963)
- Canons pour quintette à vents (1964)
- Suite Lapitsky pour orchestre (1965)
- Concerto pour piano et orchestre (1965)
- Viole d'amour (texte de Rina Lasnier) pour chœur mixte (1966)
- Dialogues pour violon et piano (1967)
- Quatuor à cordes no 2 (1967)
- Sextuor pour hautbois, clarinette, basson et trio à cordes (1967)
- Paysage (texte de Hector de Saint-Denys Garneau) pour huit chanteurs, huit haut-parleurs et petit orchestre (1968)
- Oscillations pour orchestre (1969)
- Nocturnes pour flûte, clarinette, violon, violoncelle, clavecin, guitare et batterie (1969)
- Complémentarité pour piano (1971)
- Dyarchie pour piano (1971)
- Chanson de Rahit (texte de Han Suyin) (1972)
- Obsession pour orchestre de chambre (1973)
- Contraste (1973)
- Départ pour flûte alto (1974)
- Trio en quatre mouvements pour clarinette, alto et piano (1974)
- Verségères pour flûte basse (1975)
- J'aime les tierces mineures pour flûte (1976)
- Le Débat du cœur et du corps de Villon (texte de François Villon) pour haut-parleur, violoncelle et batterie (1977)
- Nuit pour piano (1978)
- Idée pour piano (1982)
- Exploration pour guitare (1983)
- Prouesse pour alto (1985)
- Arcardie pour quatre flûte (1986)
- Clair-obscur pour contrebasson, contrebasse et orchestre (1986)
- Nuit polaire (Texte de Irène Papineau-Couture) pour contralto et orchestre de chambre (1986)
- Vers l'extinction pour orgue (1987)
- Slanò pour trio à cordes (1987)
- Courbes pour piano (1988)
- Quasipassacaille pour orgue (1988)
- Thrène pour violon et piano (1988)
- Les Arabesques d'Isabelle pour flûte, cor anglais, clarinette, basson et piano (1989)
- Automne pour orchestre de chambre (1992)
- Vents capricieux pour orchestre de chambre (1993)
- Chocs sonores pour percussions (1994)
- Quatuor à cordes no 3 (1996)
- Appel pour hautbois, basson, cornet, trompette et piano (1997)
- Septuor pour ensemble de chambre (1997)
- Discussion animée pour violon et piano (1997)
- Méandres pour piano (1998)
- Trio pour violin, violoncelle et piano (2000)
- Quatuor à cordes no 4 (2016) - œuvre posthume

## Honneurs
- 1962-1963 - Président de l'Académie de musique du Québec
- 1962 - Prix Calixa-Lavallée
- 1968 - Officier de l'Ordre du Canada
- 1973 - Médaille du Conseil canadien de la musique
- 1981 - Prix Denise-Pelletier
- 1982 - Prix SDE (Société de droits d'exécution du Canada limitée)
- 1989 - Grand officier de l'Ordre national du Québec
- 1994 - Prix du Gouverneur général pour les arts du spectacle
- Doctorats honorifiques des universités de Chicago et de Saskatchewan.